# 15. Internationale Sechstagefahrt
Die 15. Internationale Sechstagefahrt war ein Motorrad-Geländesportwettbewerb, der vom 18. bis zum 23. September 1933 im walisischen Llandrindod Wells stattfand. Die Nationalmannschaft des Deutschen Reichs konnte zum ersten Mal die Trophy gewinnen. Die Silbervase gewann zum siebten und gleichzeitig zweiten Mal in Folge die britische Nationalmannschaft.

## Wettkampf

### Organisation
Nachdem die britische Mannschaft im Vorjahr die Trophy gewonnen hatte, erhielt die Auto-Cycle Union (ACU) das Recht den Wettbewerb im eigenen Land auszurichten.
Für den Wettkampf waren 142 Fahrer, davon drei Fahrerinnen, von acht Motorsportverbänden der FICM gemeldet. Um die Trophy fuhren Mannschaften aus vier Nationen. Zudem waren elf Silbervasen-, 21 Fabrik- und 20 Club-Mannschaften am Start.

### 1. Tag
Von den 142 gemeldeten Fahrern nahmen 140 den Wettkampf auf.
Am ersten Fahrtag führte die 294,5 Kilometer lange Strecke nach Carmathen. Zeitkontrollen waren in Devils Bridge, Mountain Cottage Inn, Natgaredig, Cilycown und Cradoc. Die Straßen waren durch Regen aufgeweicht und schwierig zu befahren.
In der Trophy-Wertung lagen die britische und die deutsche Mannschaft ohne Strafpunkte gleichauf. Der tschechoslowakische Fahrer Jaroslav Kaiser stürzte mit seinem Beiwagen-Motorrad. Dabei wurde dieses so beschädigt, dass er den Wettkampf aufgeben musste. Fortan standen dafür täglich 100 Strafpunkte zu Buche. In der italienische Mannschaft schied Aldo Pigorini aus.
In der Silbervase-Wertung waren alle Mannschaften bis auf die niederländische und italienische A-Mannschaft, die jeweils einen Fahrerausfall zu verzeichnen hatten, strafpunktfrei gleichauf.
Von den 140 gestarteten Fahrer erreichten 127 das Tagesziel, davon 115 strafpunktfrei.

### 2. Tag
Am zweiten Wettkampftag mussten die Fahrer 314 Kilometer zurücklegen. Die Strecke führte über Hoy, Crickhowell, Pendrdyn, Pont-ar-Llechan und Cradoc.
Im italienischen Trophy-Team fiel als zweiter Fahrer Giordano Aldrighetti aus. Damit waren nur noch die britische und die deutsche Trophy-Mannschaft vollzählig und strafpunktfrei.
In der Silbervase-Wertung waren Großbritannien (A), Deutschland (A), Irland (A), Italien (B) und das tschechoslowakische Team noch strafpunktfrei.
15 Fahrer schieden aus dem Wettbewerb aus.

### 3. Tag
Am dritten Tag wurde die Etappe des Vortags in entgegengesetzter Richtung gefahren. Größte Herausforderung war die Auffahrt von Dinas Rock.
Wegen Reifendefekten erhielten der deutsche Trophy-Fahrer Ernst Jakob Henne einen und der britische Fahrer George Rowley zwei Strafpunkte. Damit führte in der Trophy-Wertung das deutsche Team mit einem Strafpunkt Unterschied vor Großbritannien.
In der Silbervase-Wertung lagen die britischen sowie die irische und deutsche A-Mannschaft strafpunktfrei gleichauf.
16 Fahrer schieden aus dem Wettbewerb aus.

### 4. Tag
Die Strecke des vierten Fahrtags war 308 Kilometer lang und führte über Llanidloes, Dinas Hawdowy, Dinas Mawddwy und Llangollen zurück zum Ausgangspunkt.
In der Trophy-Wertung führte weiter das deutsche vor dem britischen Team. Dahinter lagen die Tschechoslowakei und Italien.
In der Silbervase-Wertung lagen die britischen sowie die irische und deutsche A-Mannschaft nach wie vor strafpunktfrei gleichauf.
Sechs Fahrer schieden aus dem Wettbewerb aus.

### 5. Tag
Die Strecke am fünften Tag entsprach derjenigen des vierten Tages. Die Fahrtrichtung war jedoch entgegengesetzt gewählt.
In der Trophy-Wertung ergab sich gegenüber dem Vortag keine Veränderung der Platzierungen.
In der Silbervase-Wertung kassierte R. McGregor einen Strafpunkt, wonach noch die britische, irische sowie deutsche A-Mannschaften strafpunktfrei waren.
Zwei Fahrer schieden aus dem Wettbewerb aus.

### 6. Tag
Das Abschlussrennen fand bei regnerischen Wetter auf der Rennstrecke Donington Park statt. Von 140 am ersten Tag gestarteten Fahrern erreichten 88 das Ziel.

## Endergebnisse

### Trophy
| Platz | Team                   | Strafpunkte |
| ----- | ---------------------- | ----------- |
| 1.    | Deutsches Reich        | 1           |
| 2.    | Vereinigtes Königreich | 2           |
| 3.    | Tschechoslowakei       | 1100        |
| 4.    | Königreich Italien     | 1400        |

### Silbervase
| Platz | Team                                  | Strafpunkte | Zeitgewinn (a) |
| ----- | ------------------------------------- | ----------- | -------------- |
| 1.    | Vereinigtes Königreich (A-Mannschaft) | 0           | 16:34          |
| 2.    | Irischer Freistaat (A-Mannschaft)     | 0           | 8:41           |
| 3.    | Vereinigtes Königreich (B-Mannschaft) | 1           | -              |
| 4.    | Deutsches Reich (A-Mannschaft)        | 6           | -              |
| 5.    | Königreich Italien (B-Mannschaft)     | 14          | -              |
| 6.    | Niederlande (B-Mannschaft)            | 59          | -              |
| 7.    | Deutsches Reich (B-Mannschaft)        | 85          | -              |
| 8.    | Tschechoslowakei                      | 260         | -              |
| 9.    | Irischer Freistaat (B-Mannschaft)     | 500         | -              |
| 10.   | Niederlande (A-Mannschaft)            | 600         | -              |
| 11.   | Königreich Italien (A-Mannschaft)     | 1400        | -              |

### Club-Mannschaften
| Platz | Team                             | Strafpunkte | Zeitgewinn (a) |
| ----- | -------------------------------- | ----------- | -------------- |
| 1.    | Carshalton M.C.C. (B-Mannschaft) | 0           | 11:23          |
| 2.    | Birmingham M.C.C                 | 0           | 10:05          |
| 3.    | Carshalton M.C.C. (A-Mannschaft) | 2           | -              |
| 4.    | Coventry & Warwick M.C.          | 5           | -              |
| 5.    | Knock M.C.C.                     | 10          | -              |
| 6.    | Barnsley M.C. & C.C.             | 12          | -              |
| 7.    | NSKK                             | 30          | -              |
| 8.    | Sunbeam M.C.C. (A-Mannschaft)    | 104         | -              |

Alle weiteren Club-Mannschaften hatten Fahrerausfälle zu verzeichnen.

### Fabrik-Mannschaften
| Platz | Team           | Strafpunkte |
| ----- | -------------- | ----------- |
| 1.    | Matchless      | 0           |
| 1.    | B.S.A          | 0           |
| 3.    | New Imperial A | 1           |
| 4.    | BMW            | 1           |
| 5.    | Triumph B      | 4           |
| 6.    | Triumph A      | 5           |
| 7.    | NSU            | 6           |
| 8.    | MAS            | 14          |
| 9.    | Zündapp        | 30          |
| 10.   | Ariel          | 43          |
| 11.   | DKW            | 85          |
| 12.   | Ariel          | 100         |

Alle weiteren Fabrik-Mannschaften hatten Fahrerausfälle zu verzeichnen.

### Einzelwertung
| Klasse       | Starter | Gold | Silber | Bronze | ohne Medaille | Ausfall/Disqualifikation | Ausfall/Disqualifikation | Ausfall/Disqualifikation | Ausfall/Disqualifikation | Ausfall/Disqualifikation | Ausfall/Disqualifikation | Ausfall/Disqualifikation |
| Klasse       | Starter | Gold | Silber | Bronze | ohne Medaille | 1. Tag                   | 2. Tag                   | 3. Tag                   | 4. Tag                   | 5. Tag                   | 6. Tag                   | Gesamt                   |
| ------------ | ------- | ---- | ------ | ------ | ------------- | ------------------------ | ------------------------ | ------------------------ | ------------------------ | ------------------------ | ------------------------ | ------------------------ |
| 175 cm³      | 5       | 2    | 0      | 2      | 0             | 0                        | 0                        | 0                        | 0                        | 1                        | 0                        | 1                        |
| 250 cm³      | 24      | 6    | 2      | 0      | 1             | 5                        | 1                        | 8                        | 0                        | 1                        | 0                        | 15                       |
| 350 cm³      | 29      | 15   | 4      | 1      | 1             | 0                        | 5                        | 2                        | 1                        | 0                        | 0                        | 8                        |
| 500 cm³      | 49      | 21   | 9      | 3      | 2             | 5                        | 2                        | 4                        | 3                        | 0                        | 0                        | 14                       |
| 750 cm³      | 8       | 1    | 2      | 1      | 1             | 0                        | 3                        | 0                        | 0                        | 0                        | 0                        | 3                        |
| 1000 cm³     | 3       | 1    | 0      | 2      | 0             | 0                        | 0                        | 0                        | 0                        | 0                        | 0                        | 0                        |
| 600 cm³ (b)  | 10      | 6    | 0      | 0      | 0             | 1                        | 0                        | 1                        | 2                        | 0                        | 0                        | 4                        |
| 1000 cm³ (b) | 7       | 2    | 1      | 0      | 0             | 1                        | 1                        | 1                        | 0                        | 0                        | 1                        | 4                        |
| 1100 cm³ (c) | 5       | 2    | 0      | 0      | 0             | 1                        | 2                        | 0                        | 0                        | 0                        | 0                        | 3                        |
| Gesamt       | 140     | 56   | 18     | 9      | 5             | 13                       | 15                       | 16                       | 6                        | 2                        | 1                        | 52                       |

Die Britin Marjorie Cottle erreichte als einzige der drei gestarteten Frauen das Ziel und gewann in ihrer Klasse (250 cm³) eine Silbermedaille.